# Songs for Beginners
Songs for Beginners je první sólové studiové album anglického hudebníka Grahama Nashe. Vydáno bylo 28. května 1971 společností Atlantic Records a jeho producentem byl sám Nash. Deska se dostala na patnáctou příčku americké hitparády. Na albu se podílela řada hudebníků, mezi nimiž byli například dva členové kapely Grateful Dead (Jerry Garcia a Phil Lesh) či dva Nashovi kolegové z uskupení Crosby, Stills, Nash & Young (David Crosby a Neil Young).

## Seznam skladeb
1. Military Madness – 2:50
2. Better Days – 3:47
3. Wounded Bird – 2:09
4. I Used to Be a King – 4:45
5. Be Yourself – 3:03
6. Simple Man – 2:18
7. Man in the Mirror – 2:47
8. There's Only One – 3:55
9. Sleep Song – 2:57
10. Chicago – 2:55
11. We Can Change the World – 1:00

## Obsazení
- Graham Nash – zpěv, kytara, klavír, varhany, tamburína
- Rita Coolidge – klavír, elektrické piano, doprovodné vokály
- Jerry Garcia – pedálová steel kytara
- Neil Young – klavír
- Dorian Rudnytsky – violoncello
- Dave Mason – kytara
- David Crosby – kytara
- Joel Bernstein – klavír
- Bobby Keys – saxofon
- David Lindley – housle
- Sermon Posthumas – basklarinet
- Chris Ethridge – baskytara
- Calvin „Fuzzy“ Samuels – baskytara
- Phil Lesh – baskytara
- John Barbata – bicí, tamburína
- Dallas Taylor – bicí
- P. P. Arnold – doprovodné vokály
- Venetta Fields – doprovodné vokály
- Sherlie Matthews – doprovodné vokály
- Clydie King – doprovodné vokály
- Dorothy Morrison – doprovodné vokály